# Anaspis flava
Anaspis flava är en skalbaggsart som först beskrevs av Carl von Linné 1758.  Anaspis flava ingår i släktet Anaspis, och familjen ristbaggar. Arten är reproducerande i Sverige.